# Télétaz
Télétaz est une émission de télévision française pour la jeunesse diffusée à partir du 10 septembre 1994 au 1999 sur France 3, tous les dimanches vers 9 h.

## Origines
En 1994, France 3 acquiert les droits de diffusion du catalogue Warner Bros. en seconde diffusion après Canal+. Sur le même modèle que Décode pas Bunny, la société Kayenta Productions propose à la chaîne une émission mettant en scène des personnages Warner pour présenter les dessins-animés.

## Le Concept
L'émission était présentée par Taz et toute sa famille, via des images détournées et redoublées de Taz-Mania. 

## Les Dessins-animés
- Taz-Mania
- Animaniacs
- Police Academy
- Batman
- Minus et Cortex
- Superman, l'Ange de Metropolis